# Оконі (округ, Джорджія)
Шаблон:StateAbbr_ 33°50′ пн. ш. 83°26′ зх. д. / 33.84° пн. ш. 83.44° зх. д.
Округ Оконі (англ. Oconee County) — округ (графство) у штаті Джорджія, США. Ідентифікатор округу 13219.

## Історія
Округ утворений 1875 року.

## Демографія
За даними перепису
2000 року
загальне населення округу становило 26225 осіб, зокрема міського населення було 12801, а сільського — 13424.
Серед мешканців округу чоловіків було 12924, а жінок — 13301. В окрузі було 9051 домогосподарство, 7326 родин, які мешкали в 9528 будинках.
Середній розмір родини становив 3,21.
Віковий розподіл населення поданий у таблиці:
| Стать    | До 15 років | 15-21 | 22-29 | 30-39 | 40-49 | 50-65 | 65-85 | Понад 85 |
| -------- | ----------- | ----- | ----- | ----- | ----- | ----- | ----- | -------- |
| Чоловіки | 3421        | 1299  | 1083  | 1911  | 2250  | 2050  | 850   | 60       |
| Жінки    | 3161        | 1178  | 1112  | 2129  | 2456  | 1937  | 1088  | 240      |

## Суміжні округи
- Кларк — північ
- Оглторп — схід
- Грін — південний схід
- Морган — південь
- Волтон — захід
- Берроу — північний захід

## Виноски
1. ↑  U.S. Decennial Census. United States Census Bureau. Архів оригіналу за 19 липня 2018. Процитовано 25 червня 2014.
2. ↑  Historical Census Browser. University of Virginia Library. Архів оригіналу за 11 серпня 2012. Процитовано 25 червня 2014.
3. ↑  Population of Counties by Decennial Census: 1900 to 1990. United States Census Bureau. Архів оригіналу за 2 лютого 2019. Процитовано 25 червня 2014.
4. ↑  Census 2000 PHC-T-4. Ranking Tables for Counties: 1990 and 2000 (PDF). United States Census Bureau. Архів оригіналу (PDF) за 18 грудня 2014. Процитовано 25 червня 2014.
5. ↑  State & County QuickFacts. United States Census Bureau. Архів оригіналу за 7 червня 2011. Процитовано 25 червня 2014.(англ.) Наведено за англійською вікіпедією.
6. ↑  American FactFinder. Бюро перепису населення США. Архів оригіналу за 26 лютого 2012. Процитовано 31 січня 2008.

| США | Це незавершена стаття з географії США. Ви можете допомогти проєкту, виправивши або дописавши її. |